# Kościół św. Barbary w Dąbrowie Górniczej
Kościół św. Barbary w Dąbrowie Górniczej – kościół parafialny Parafii Rzymskokatolickiej św. Barbary w Dąbrowie Górniczej. Należy do dekanatu Matki Bożej Anielskiej w Dąbrowie Górniczej (diecezja sosnowiecka). Od 2008 r. proboszczem parafii jest ks. Wojciech Stach.

## Historia
Zbudowany przez ewangelików w 1882 r. W 1945 r. wszedł w posiadanie katolików i do 1957 r. służył jako kościół rektorski pobliskiej Szkoły Górniczej "Sztygarka". W 1988 r. rozbudowany o nawę boczną. Po 2000 r. wnętrze kościoła przeszło gruntowny remont. W 2006 r. drewniane ambona i ołtarz główny zostały zastąpione nowymi - marmurowymi, a w 2007 r. kościół wzbogacił się o nową marmurową chrzcielnicę. W kwietniu 2008 r. rozpoczęto wyburzanie nieużytków na terenie plebanii. Długo planowana inwestycja generalnego remontu elewacji i przede wszystkim uszkodzonej wieży rozpoczęła się w czerwcu 2008 r. Odnowiona świątynia została konsekrowana w dniu 4 grudnia 2008 r. przez Administratora Diecezji Sosnowieckiej księdza biskupa dr Piotra Skuchę.

## Galeria

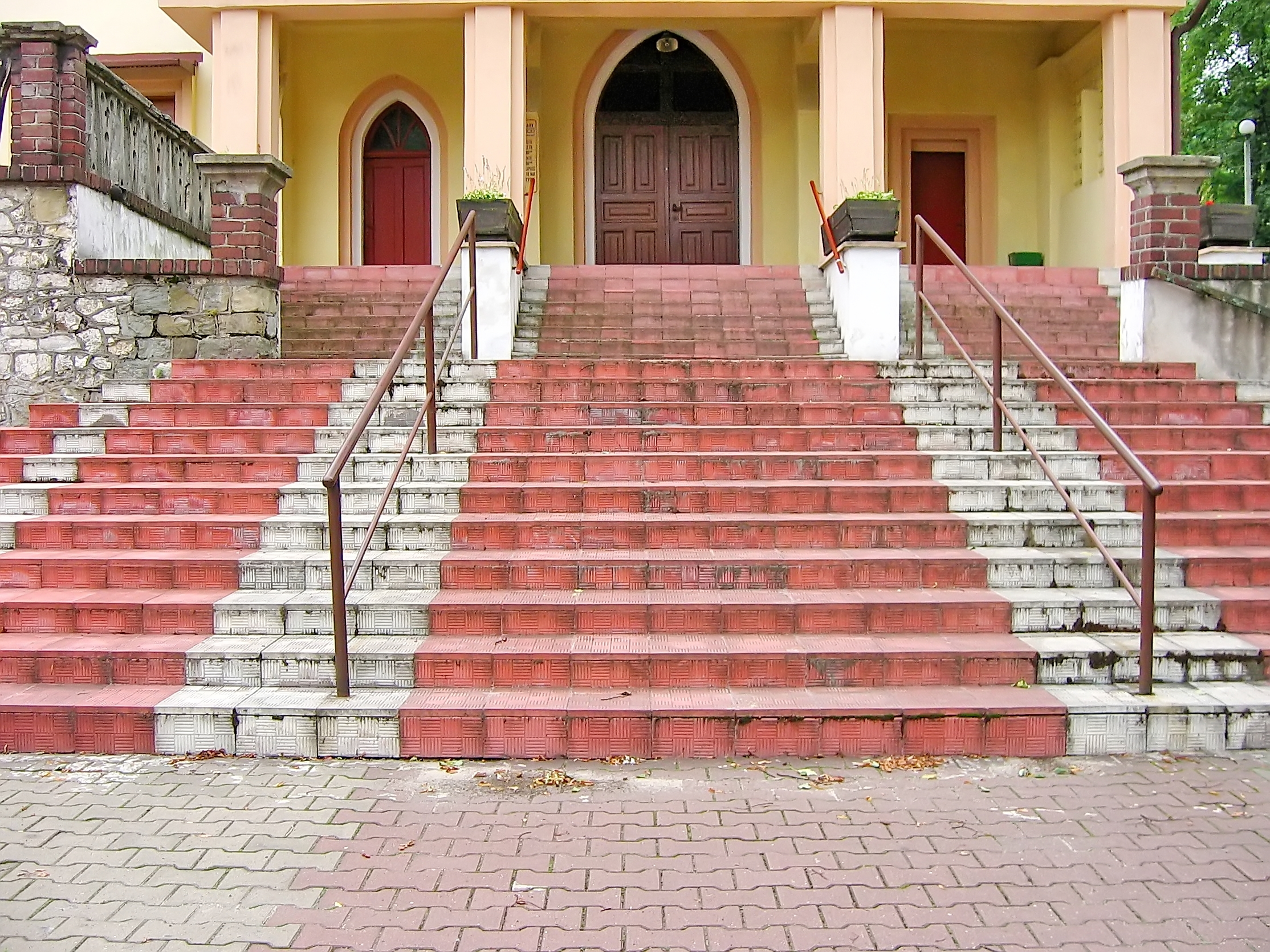
Główne wejście do kościoła
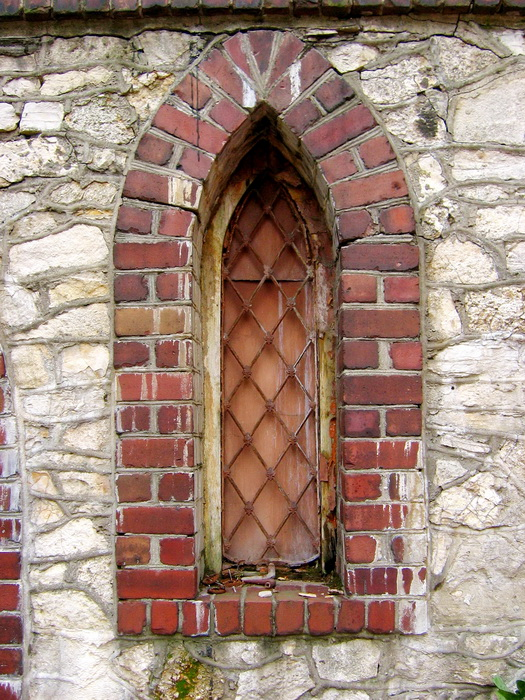
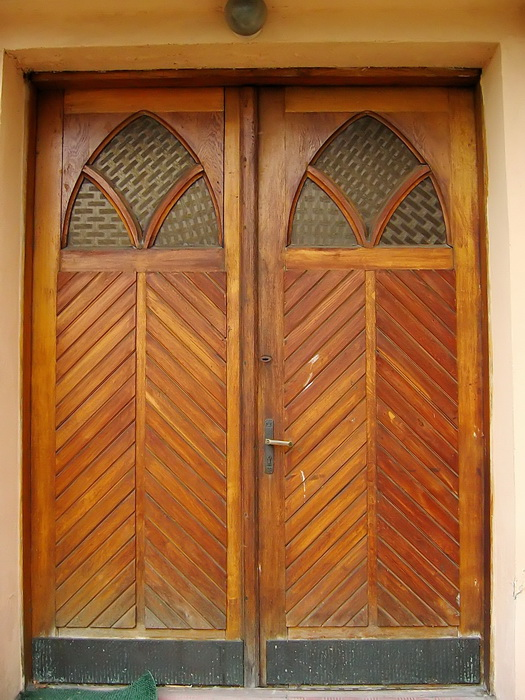
Jedne z drzwi kościoła (boczna nawa)
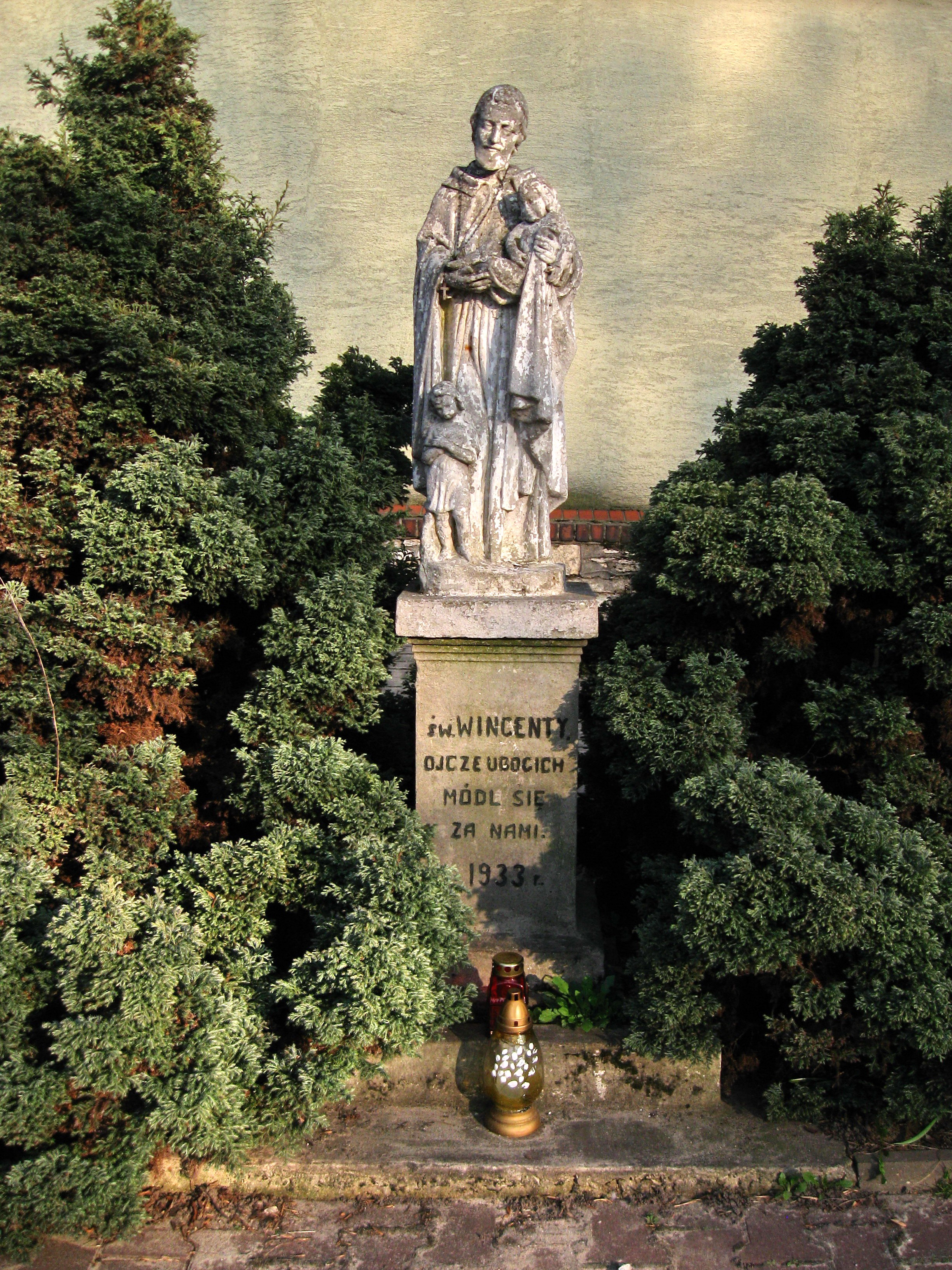
Pomnik św. Wincentego przy kościele św. Barbary
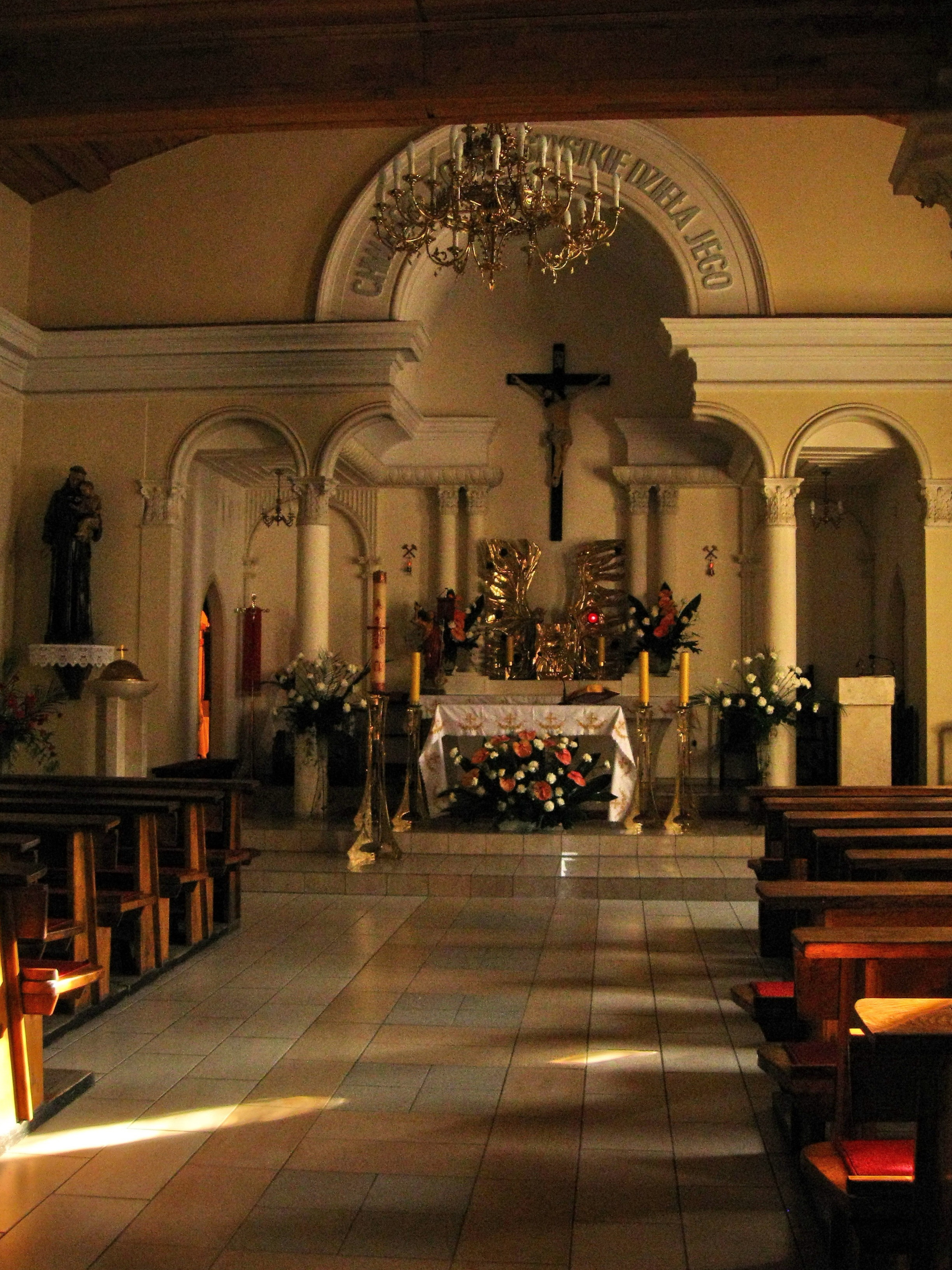
Wnętrze kościoła
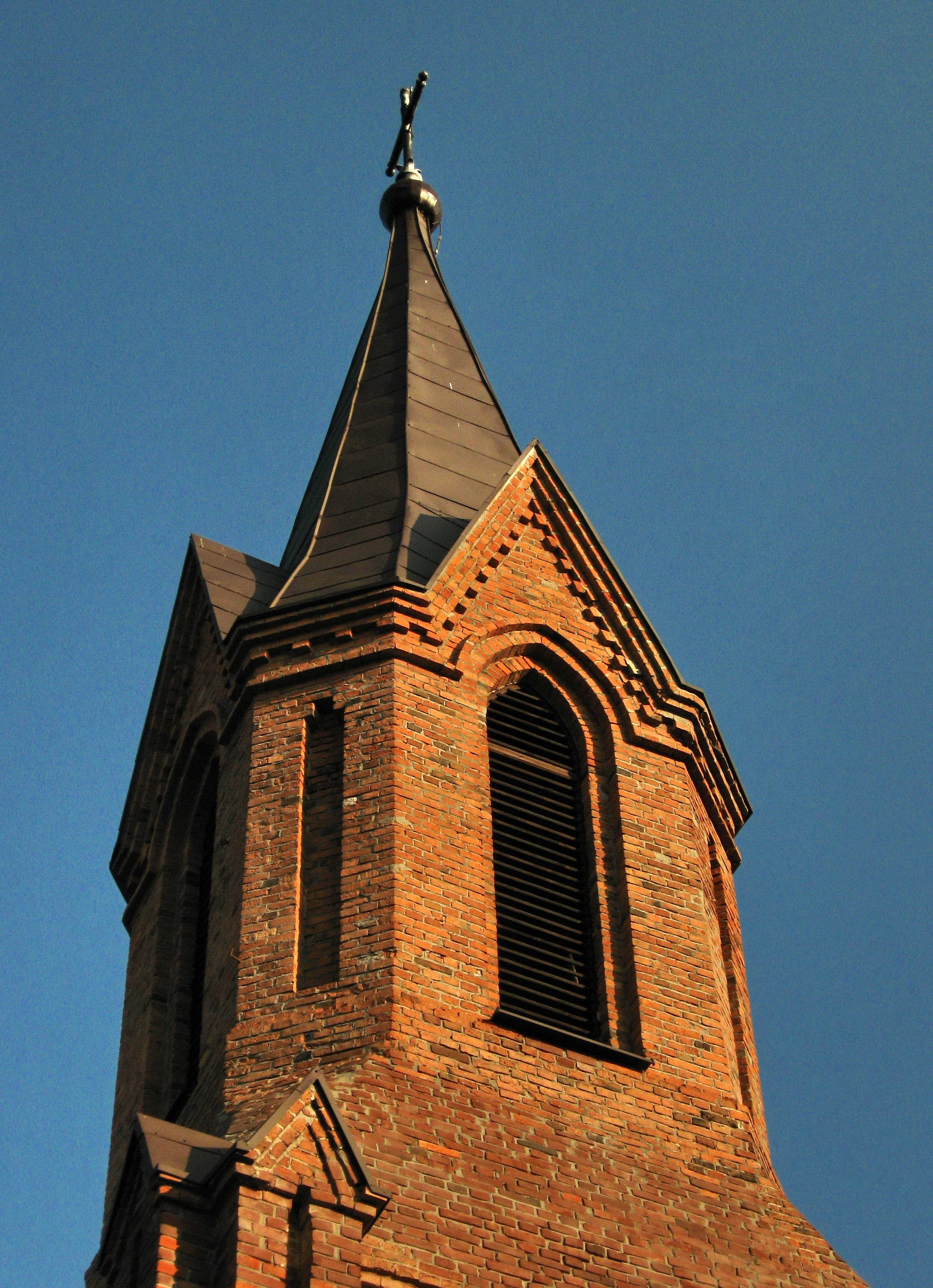